# Académie des Beaux-Arts de Namur
Pour les articles homonymes, voir Académie des beaux-arts.
L'Académie des Beaux-Arts de Namur est une école des arts publique à Namur (Belgique). 

## Histoire
L’Académie des Beaux-Arts de Namur a été fondée par la ville de Namur le 17 janvier 1835 et inaugurée officiellement le 23 novembre 1835. 

D'abord dénommée académie de peinture, elle s'installe d'abord dans un ancien couvent de religieuses « Les Annonciades », bâtiment aujourd’hui disparu à l'ancienne rue des Fossés (actuelle rue Émile Cuvelier). En 1861, l'académie déménage, rue Basse Marcelle. En 1899, l'académie comte 372 élèves dont 24 femmes. En 1921, nouveau déménagement à la rue du Lombard dans l’ancien mont-de-piété. Cet établissement de prêt sur gage, classé depuis 1976 a été bâti de 1626 à 1629 sous le régime espagnol par Wenceslas Cobergher, architecte flamand à l'instigation des archiducs Albert et Isabelle.

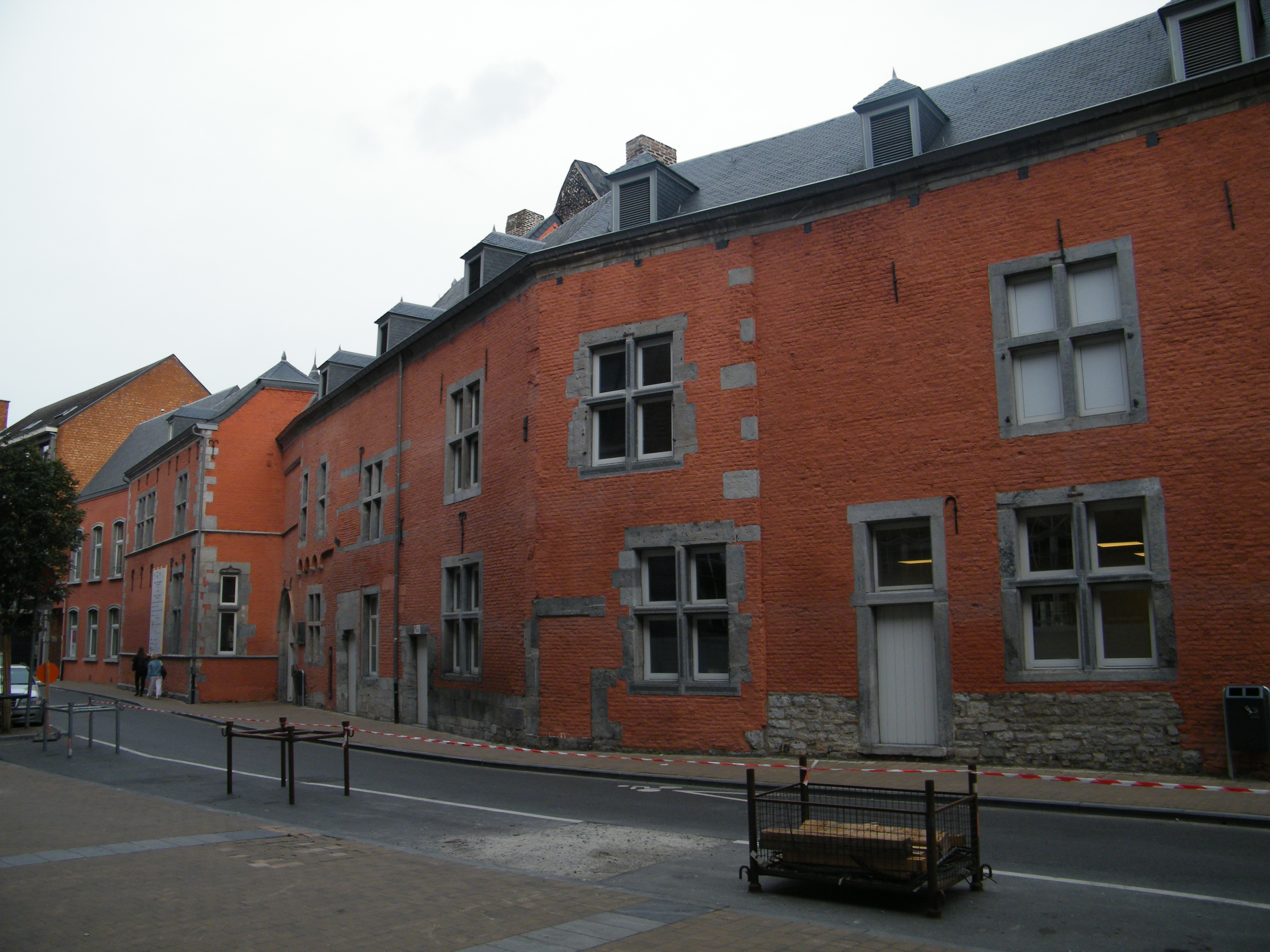
Académie des Beaux-Arts de Namur (ancien Mont-de-Piété).

Á la fin de la Seconde Guerre mondiale, les cours reprennent le 21 janvier 1946.
En 1980, la ville de Namur scinde l'académie en deux entités : 
- les humanités artistiques  ;
- l’enseignement artistique de promotion socio-culturelle.

Deux directeurs sont désignés : Louis Richardeau, pour les humanités artistiques, et Claude Charlier, pour l’enseignement artistique de promotion socio-culturelle. De 1982 à 1985, ce dernier assure la gestion des deux sections .
En 1998, un nouveau décret de la Région wallonne réorganise les cours artistiques de promotion socio-culturelle. Ils reçoivent l’appellation : « Enseignement secondaire artistique à  horaire réduit ».

L'Académie des Beaux-arts est toujours installée dans l’ancien mont-de-piété de la ville de Namur. Au début des années 2010, le mont-de-piété étant dans un état de délabrement avancé, il est décidé par les autorités communales de Namur de le restaurer. En 2019, la restauration de l'ancien mont-de piété est achevée. Les apports architecturaux ont consisté d'une part à restaurer les éléments anciens (pierres, briques, châssis, toiture) dans le respect des techniques artisanales d'origine et d'autre part à introduire des matériaux contemporains conformément à la destination scolaire du bâtiment (bardages en inox poli et ferronneries en acier galvanisé ; verrières avec cloître de bois ; revêtement de sol en béton lissé ; décomposition des châssis par l'ajout de vitraux réalisés par l'École des Beaux-Arts).

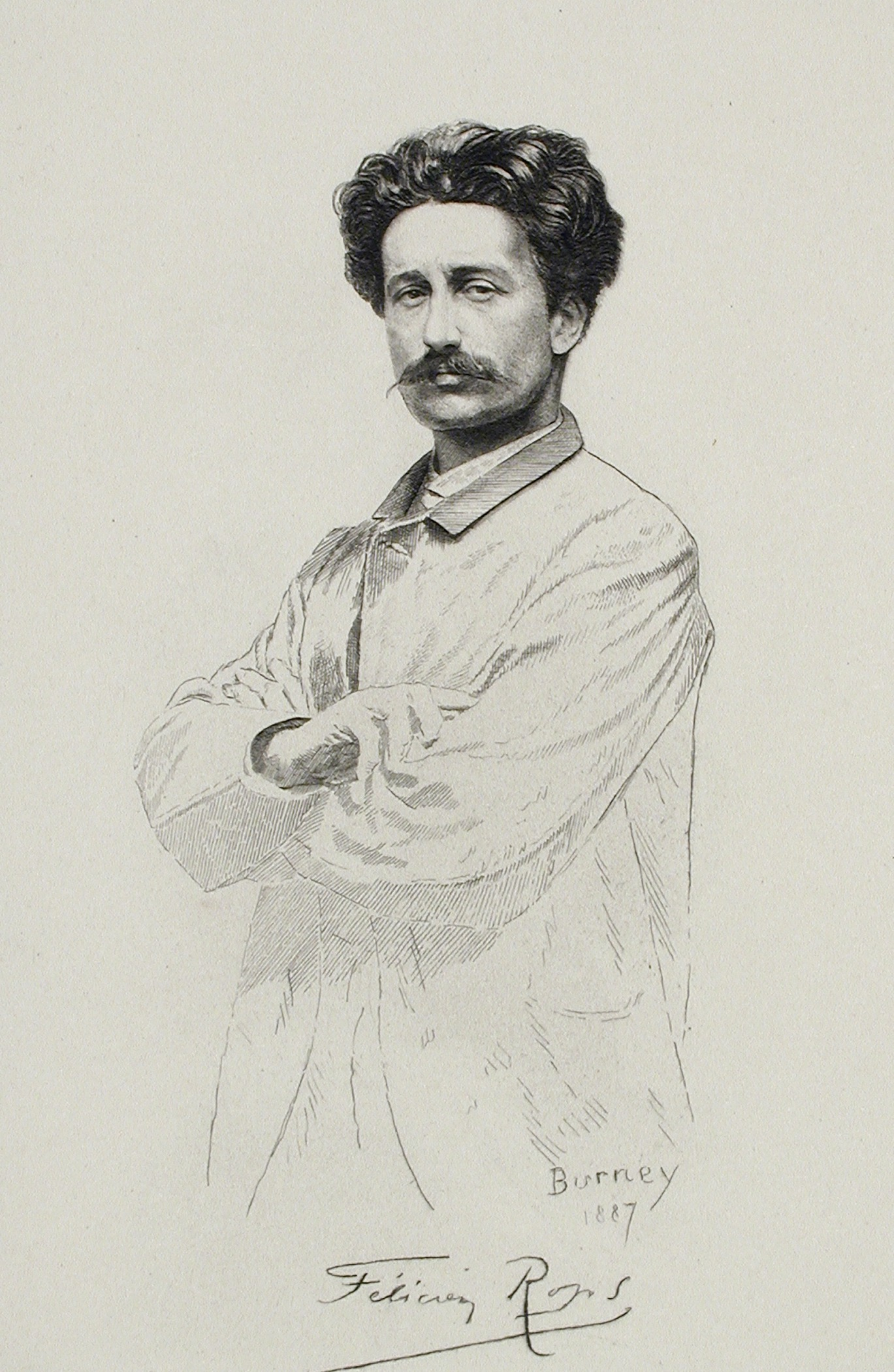
Félicien Rops.

En 2017, une fresque de rue, œuvre de Jean-François Octave, rendant hommage à Evelyne Axell, ancienne étudiante de l'académie, est installée à la rue du Lombard en face de l'Académie.   

## Organisation
L’Académie des Beaux--Arts de Namur fait partie du réseau d'enseignement subventionné communal. Le pouvoir organisateur est la ville de Namur. 
L'Académie des Beaux-Arts de Namur dispose d'autres implantations à Ciney, Dinant, Huy et Vresse-sur-Semois. 
Au départ, l'académie limitait son activité à la peinture. La variété des matières étudiées s'est considérablement étoffée avec les cours de bande dessinée/illustration, céramique, dessin/recherches graphiques et illustration, gravure, histoire de l'Art et analyse esthétique, infographie, peinture, photographie, reliure, sculpture, sérigraphie et vitrail. 
Quatre filières sont organisées : préparatoire de 6 à 14 ans puis formation, qualification et transition à partir de 15 ans destinées à l'obtention d'un certificat ou d'un diplôme. 
L'académie organise périodiquement des expositions et vernissages où sont présentées les œuvres de ses enseignants et de ses étudiants. 

## Directeurs
- Ferdinand Marinus (1808-1890) : 1835 - 1882.
- Louis Bonet (1822-1894) : 1882 - 1893
- Théodore Baron (1840-1899) : 1893 - 1899
- Nicolas Van den Eeden (1856-1918) : 1899- 1917
- Désiré Merny (1865-1948) : 1917 - 1940
- Georges Lambeau (1913-1973) : 1947 - 1973
- Albert Houart (1914-2009) : 1974 - 1979
- Claude Charlier (1930- ) : 1980 - 1995
- Jean-Luc Martin : 1995 - 2020

## Professeurs
- Auguste Dandoy (1839-1893)
- Mathieu Thirionet (1860-1937)
- Théo Tonglet (1862-1929)
- Henry Bodart (1874-1940)
- Eugène Colignon (1876-1961)
- Albert Dandoy (1885-1977)
- Yvonne Gérard (1902-1992)
- Luc Perot (1922-1985)
- Pierre Dandoy (1922-2003)
- Pierre Debatty (1966- )

## Élèves
- Jean-Baptiste Kindermans (1821-1876)
- Félicien Rops (1833-1898)
- Armand Dandoy (1834-1898)
- Franz Kegeljan (1847-1921)
- Frédéric Jomouton (1858-1931)
- Louis-Marie Londot (1924-2010)
- Evelyne Axell (1935-1972)